# Josef Esser
Josef Esser (nascido em 12 de março de 1910 em Schwanheim am Main, atualmente parte de Frankfurt am Main; falecido em 21 de julho de 1999) foi um jurista e professor universitário alemão.

## Biografia
Esser habilitou-se como professor em 1941 com o escrito “Grundlagen und Entwicklung der Gefährdungshaftung”, lecionou nas Universidades de Greifswald (1941–1943) , Innsbruck, e Mainz, e trabalhou como chefe do departamento jurídico da Agência Internacional de Energia Atômica, antes de aceitar um convite pra lecionar na Universidade de Tubinga
em 1961. Lá lecionou até receber o título de professor emérito em 1977, recusando convites para lecionar em Viena, Bonn, Freiburg, e Universidade de Constança.

## Trabalho e importância
Na Alemanha, seu trabalho mais popular é um manual sobre direito das obrigações, denominado simplesmente de “Schuldrecht”, que teve várias edições e ao qual foi dada continuidade por seus admiradores.
Internacionalmente, obteve reconhecimento com trabalhos sobre filosofia, metodologia, e teoria do Direito. Seus trabalhos mais conhecidos são:
- "Grundsatz und Norm in der richterlichen Rechtsfortbildung" (1956) – Traduzido para o espanhol por Eduardo Valentí Fiol sob o título de “Principio y norma en la elaboración jurisprudencial del derecho privado” (Bosch, 1961).
- "Vorverständnis und Methodenwahl in der Rechtsfindung" (1970) – Traduzido para o italiano por Giuseppe Zaccaria e S. Patti sob o título de “Precomprensione e scelta del metodo nel processo di individuazione del diritto” (Edizioni Scientifiche Italiane, 1983).

## Escritos sobre Esser
- Obituário escrito pelo Prof. Dr. Wolfgang Zöllner.
- Johannes Köndgen: Josef Esser — Grenzgänger zwischen Dogmatik und Methodologie. In: Stefan Grundmann, Karl Riesenhuber (Hrsg.): Deutschsprachige Zivilrechtslehrer des 20. Jahrhunderts in Berichten ihrer Schüler (2007). Band 1, de Gruyter, Berlin 2007, ISBN 9783899494563, S. 103ff, disponível em google books.
- Crítica do livro "Grundsatz und Norm..." realizada por Wolfgang G. Friedmann.